# 2. Tony-gála
A 2. Tony-gála az 1947/1948-as szezon legjobb Broadway színházi alakításait értékelte. A díjátadót 1948. március 28-án tartották a New York-i Waldorf-Astoria Hotelben, a műsor házigazdái Harry Hershfield, Bert Lytell és Hiram Sherman voltak. A ceremóniát a WOR és Mutual Network rádióadó közvetítette élőben.

## Győztesek
Forrás:

### Produkció
| Kategória             | Győztes |
| --------------------- | --- |
| Legjobb színdarab     | Mister Roberts – Thomas Heggen, Joshua Logan, Leland Hayward |
| Legjobb külföldi stáb | A Bunbury stábja (Donald Bain, Jane Baxter, Pamela Brown, Jean Cadell, Stringer Davis, Robert Flemyng, John Gielgud, John Kidd, Margaret Rutherford, Richard Wordsworth) |

### Színészek
| Kategória                             | Győztes                                                                                             |
| ------------------------------------- | --------------------------------------------------------------------------------------------------- |
| Legjobb férfi főszereplő színdarabban | Henry Fonda (Mister Roberts) Paul Kelly (Command Decision) Basil Rathbone (The Heiress)             |
| Legjobb női főszereplő színdarabban   | Judith Anderson (Médeia) Katharine Cornell (Antonius és Kleopátra) Jessica Tandy (A vágy villamosa) |
| Legjobb férfi főszereplő musicalben   | Paul Hartman (Angel in the Wings)                                                                   |
| Legjobb női főszereplő musicalben     | Grace Hartman (Angel in the Wings)                                                                  |
| Legjobb új színész                    | June Lockhart (For Love or Money) James Whitmore (Command Decision)                                 |

### Készítők
| Kategória                           | Győztes                             |
| ----------------------------------- | ----------------------------------- |
| Legjobb rendező                     | Joshua Logan (Mister Roberts)       |
| Legjobb jelmeztervezés              | Mary Percy Schenck (The Heiress)    |
| Legjobb koreográfia                 | Jerome Robbins (High Button Shoes)  |
| Legjobb karmester és zenei igazgató | Milton Rosenstock (Szivárványvölgy) |
| Legjobb díszlettervezés             | Horace Armistead (A médium)         |
| Legjobb színpadi technikus          | George Gebhardt                     |

### Különdíjak
| Kategória                                                         | Győztes                                                                               |
| ----------------------------------------------------------------- | ------------------------------------------------------------------------------------- |
| Kiemelkedő színházigzgatók                                        | Robert W. Dowling (City Investing Company) Paul Beisman (American Theatre, St. Louis) |
| Kiemelkedő teljesítmény a színjátszás terjesztésében országszerte | Mary Martin (Annie, a mesterlövész) Joe E. Brown (Barátom, Harvey)                    |
| A legjobb körzeti színház                                         | Barter Theatre, Virginia, Robert Porterfield                                          |
| Legjobb színházi folyóirat                                        | Theatre Arts, Rosamund Gilder (vágó)                                                  |
| Kiemelkedő önkéntesi munka a háború alatt és után                 | Vera Allen                                                                            |
| Kiemelkedő kísérletezés a színjátszásban                          | The Experimental Theatre, Inc., John Garfield                                         |
| Tony-különdíj                                                     | George Pierce (Empire Theatre)                                                        |

## Előadók
- High Button Shoes (Nanette Fabray, Helen Gallagher, Donald Saddler)
- Make Mine Manhattan (Kyle MacDonnell, Joshua Shelley)
- Look Ma I'm Dancin'! (Virginia Gorski, Don Liberto)
- Forest Bonshire
- Jack Carter
- Stan Fisher
- Lisa Kirk
- Kathryn Lee
- Jack McCauley
- Lucy Monroe
- Ferruccio Tagliavini
- Pia Tassinari (Metropolitan Opera)
- Maggie Teyte (City Center Opera).[2]

## Fordítás
- Ez a szócikk részben vagy egészben  a(z)   2nd Tony Awards című angol Wikipédia-szócikk fordításán alapul.  Az eredeti cikk szerkesztőit annak laptörténete sorolja fel. Ez a jelzés csupán a megfogalmazás eredetét és a szerzői jogokat jelzi, nem szolgál a cikkben szereplő információk forrásmegjelöléseként.